# Røst
|  | For herregården i Slesvig, se Røst (Slesvig) |
67°31′3″N 12°6′14″Ø / 67.51750°N 12.10389°Ø
Røst er en økommune i øgruppen Lofoten i Nordland fylke i Norge. Røst ligger yderst i Lofoten, ca. 100 km vest for Bodø og 115 km nord for Polarcirklen. Nærmeste nabo er kommunen Værøy ca. 25 km mod nordøst. Røst består af 365 øer. Røstlandet er den største ø i kommunen, og dens højeste punkt hæver sig ikke mere end 11 meter over havet. Syd for Røstlandet rejser øerne/bjergene Vedøya, Storfjellet, Trenyken, Hærnyken og Ellevsnyken sig fra havet. Storfjellet er det højeste, 259 m.o.h.
De fleste af indbyggerne bor på hovedøen Røstlandet, men nogle få andre øer er også beboet. Disse er knyttet til Røstlandet med veje, dæmninger og broer.
Navnet kommer af norrønt rost (= hvirvel), der sandsynligvis viser til den lokale malstrøm.

## Fiskeri
Røst er et samfund som lever af fiskene i havet rundt om øerne. Store dele af befolkningen på omkring 600, er fiskerfamilier.
Det er hovedsageligt Lofotfiskeriet, som er den store tid på Røst. Da er der masser af fisk i havet, og da kommer der mange fiskere fra andre pladser rundt omkring i landet. Der kan være op mod 400 – 600 både. Der er i denne periode også en redningsbåd stationeret på Røst.

## Pietro Querini
Øgruppen er kendt som stedet, hvor den italienske adels- og handelsmand fra Venedig, Pietro Querini, drev i land i 1432. Querini havde sejlet ud fra Kreta 25. april 1431 med kurs for Flandern. Stormvejr tvang mandskabet i livbådene, før de nåede frem, og den mindste med 21 mand om bord, forsvandt straks. I den største livbåd med 47 mand om bord, drak de saltvand eller egen urin for at overleve, men mange frøs ihjel eller døde af udmattelse. Seksten mand steg i land på en ø udenfor Røst, hvor de var i 29 dage, før de blev reddet af folk fra Røst. Af de 68, der rejste ud fra Kreta, kom kun elleve tilbage. Querinis beretning blev først trykt i Venedig i 1553-9. 

## Tusenårssted
Kommunens tusenårssted er det gamle handelssted Brygga.

## Flora og Fauna
Nogle kilometer syd for Røstlandet ligger Nordeuropas rigeste fuglefjeld. Her yngler der flere tusind forskellige søfugle hvert eneste år, deriblandt søpapegøje (lunde).
Vest for Røst ligger Røstrevet eller Røst Reef, som er verdens største koldt-vands koralrev. Det er mindst 100 km²: Et 40 km langt og 3 km bredt bælte på 300-400 m vand. Det ligger godt 100 km fra land, helt ude hvor kontinentalsoklens skrænt falder i dybhavet. Det er relativt nyopdaget (maj 2002), men blev hurtigt fredet og beskyttet mod bl.a. bundtrawl, da koldt-vands og dybhavs koralrev anses for meget vigtige for fiskebestandene og havets økosystemer. Det er anslået, at Norge har mistet op mod halvdelen af sine koralrev til bundtrawl og det har bl.a. haft en negativ påvirkning af fiskerierhvervet.

## Lundefestivalen på Røst
Lundefestivalen er en festival, som arrangeres på Røst stort set hvert eneste år. Den blev arrangeret for første gang i foråret 1996, og fejrede dermed sit tiårsjubilæum i 2006.

## Kommunikation
Røst har daglige forbindelser med fastlandet, både med fly og båd. Flyet kommer 2 gange dagligt fra Bodø, morgen og aften. Selskabet KATO Airline flyver ruten.
Røst har også færgeforbindelse med fastlandet daglig (Bodø). I sommerhalvåret er der også god forbindelse til Værøy og Moskenes (Lofoten).